# Pat O'Connor (regissör)
Pat O'Connor, född 1943 i Ardmore i County Waterford, är en irländsk filmregissör.
Sedan 1990 är O'Connor gift med Mary Elizabeth Mastrantonio som han regisserat i två filmer, Fools of Fortune och Januarimannen.

## Filmografi i urval
- Cal (1984)
- En månad på landet (1987)
- Stars and Bars (1988)
- Januarimannen (1989)
- Fools of Fortune (1990)
- Circle of Friends (1995)
- Augustidansen (1998)
- Ljuva november (2001)
- Private Peaceful (2012)